# Vin cuit (Francia)

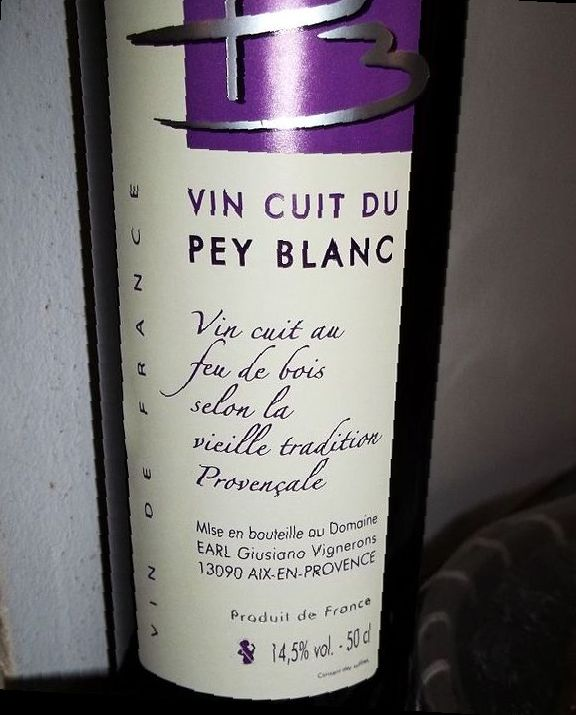
Vin cuit de Provence

En Francia, el vin cuit (en francés ‘vino cocido’) es un vino artesanal obtenido por concentración del mosto de uva calentado en una olla, al que se añaden especias. El vin cuit de Palette, en la Provenza, era conocido por acompañar tradicionalmente a los trece postres. Algunos viticultores de la Provenza producen el vin cuit ellos mismos, y está en marcha la obtención de una AOC. El vin cuit francés se confunde a veces con vinos fortificados (de licor o dulces naturales) como el oporto, el Banyuls, el Maury o el moscatel.

## Elaboración

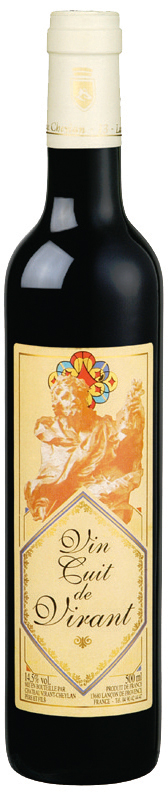
Vin Cuit

En la tradición de la Provenza, el vin cuit se hace con mosto de uva recién exprimido. El mosto puede utilizarse para producir vinos (por fermentación), aperitivos (forticados o aguardientes) y vin cuit, por cocción.
El vin cuit se produce por concentración a la mitad del mosto calentado. En esta fase, muy dulce, no puede fermentar, de forma que se añade un poco de mosto fresco para ayudar a relanzar la vinificación por fermentación natural lenta. La fermentación puede durar varios días o meses hasta llegar a los 14 o 15 grados de alcohol, que la interrumpe. Se necesita un año de añejamiento para considerar néctar al vin cuit.